# District de Guangling
Pour les articles homonymes, voir Guangling.
Le district de Guangling (广陵区 ; pinyin : Guǎnglíng Qū) est une subdivision administrative de la province du Jiangsu en Chine. Il est placé sous la juridiction de la ville-préfecture de Yangzhou.